# Maria Denissova-Chtchadenko
Maria Aleksandrovna Denissova-Chtchadenko (russe : Мария Александровна Денисова-Щаденко), née en 1894 et morte en 1944, est une sculpteuse soviétique, une des dédicataires de la poésie de Vladimir Maïakovski.  

## Biographie

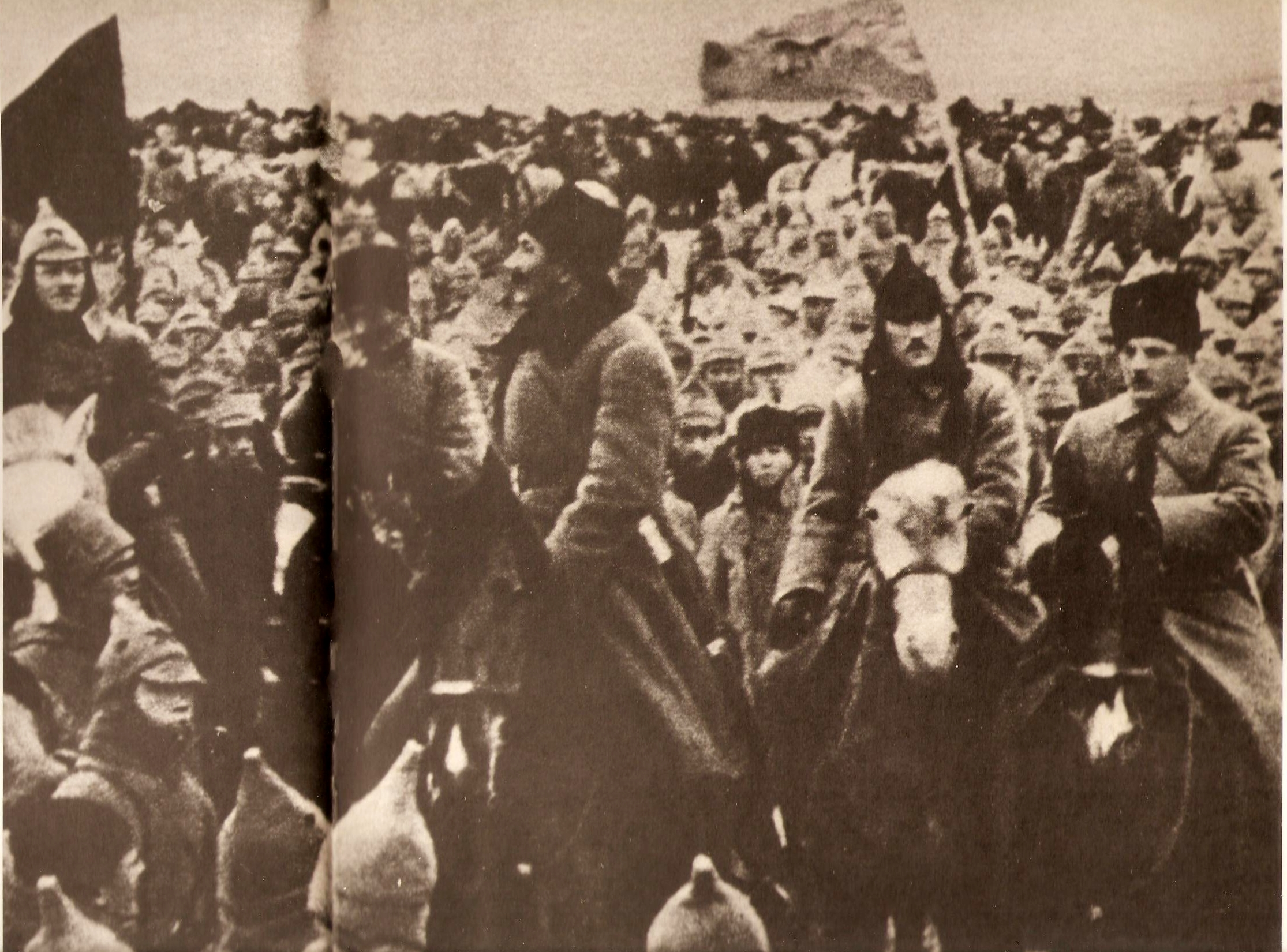
Le commandement de la 1re armée de cavalerie soviétique autour de 1920. Au centre, démontée, Maria Denissova.

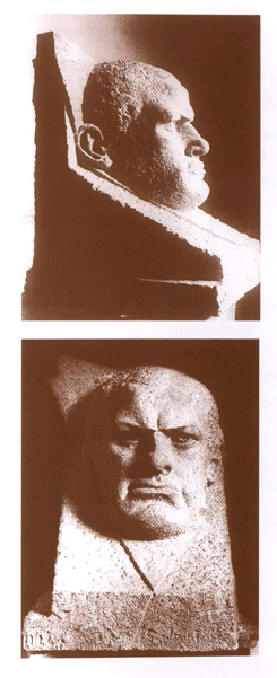
Maria Denissova-Chtchadenko. Le poète (Maïakovski, 1925-27)

Maria Aleksandrovna naît le 21 octobre 1894 (2 novembre dans le calendrier grégorien) à Kharkov, dans une famille paysanne venue de la province de Smolensk. 
Elle étudie dans un atelier de peinture privé, puis dans une école d'art. Plus tard, elle suivra à Moscou les cours du Vkhoutemas, dont elle sera diplômée en 1925. 
Elle vit avec son premier mari en Suisse, Vassily Lvovitch Stroïev, où elle poursuit ses études en peinture et sculpture à Lausanne et à Genève, de 1914 à 1918. Lorsque la révolution d'Octobre éclate, le couple se sépare, Vassily Stroïev part en Angleterre et Maria Denissova et sa fille Alissa reviennent en Russie révolutionnaire. 
Elle entre dans la 1re armée de cavalerie (ru), où elle dirige le département d'art et d'agitation, et peint des affiches de propagande, dessine des caricatures, joue sur scène. Elle est atteinte trois fois du typhus et est blessée. Elle épouse un membre du Conseil militaire révolutionnaire de la 1re armée de cavalerie, Iefim Chtchadenko. 
Après la guerre civile, son mari, devenu vice-commissaire du Peuple à la défense, entrave son activité de sculptrice, jugée incompatible avec son rang militaire. Leur relation est qualifiée de « névrotique ». Ils disposent d'un appartement au 10e étage sur les quais, avec un très grand balcon sur lequel elle peut cependant installer ses œuvres. Aucune de ses œuvres postérieures à 1936 n'aurait été conservée, laissant penser qu'elles ont été détruites,. 
Elle reste proche de Vladimir Maïakovski, qu’elle a rencontré à Odessa lors de la tournée du poète dans la Mer Noire. Leur relation est à l'origine du poème Le Nuage en pantalon. Elle se poursuit jusqu'en 1929. Le poète correspond avec elle et lui apporte son aide. 
Elle se suicide en 1944, après avoir été pendant les dernières années de sa vie gravement malade. Selon A. A. Gouliaïev et Sergueï Lazarev (ru), la maladie l'a tellement affaibli physiquement qu'elle ne peut plus se consacrer à la sculpture, et il faudrait y voir la raison du suicide.  
Elle est enterrée au cimetière de Novodevitchi (section 4, rangée 9, tombe 14). Sur son tombeau se trouve le groupe sculptural Maternité.

## Œuvre
Maria Denisova-Chtchadenko a peint et sculpté, notamment des sculptures monumentales. Ses œuvres ont été exposées à la Biennale internationale de Genève, à Venise, Varsovie, Zurich, Berne et Copenhague. Elle a exposé plusieurs fois à Moscou. 
Elle est notamment l'auteur du Poète, portrait de Maïakovski dont la tête se dégage du plâtre, les traits marqués, des lèvres au menton, ainsi que d'un buste de son mari exaltant l'héroïsme et le courage. Elle se représente elle dans Maternité, ainsi que dans un portrait « surprenamment moderne », la tête chauve, à sa sortie d'hôpital après avoir été atteinte du typhus.   
Son travail de diplôme, à l'issue du Vkhoutemas, est un buste de Lénine.   

## Cinéma
Son rôle est joué par Ielizaveta Nilova (ru) dans la série Maïakovski. Deux jours (ru) (2011-2013).